# Бул Дърам
„Бул Дърам“ (на английски: Bull Durham) е американски филм от 1988 година режисиран от Рон Шелтън с участието на Кевин Костнър, Сюзън Сарандън и Тим Робинс.

## Сюжет
Краш Дейвис е бейзболен ветеран, който играе бейзбол в малка лига. След като сключва договор с клуба от второстепенната лига „Бул Дърам“, той научава, че е предопределен за ролята на наставник на млад бейзболист, който показва големи обещания, но не блести ярко. Работата на Дейвис е да научи младия играч как да играе и да се държи, за да стане бейзболна звезда. Системата за обучение, приложена от Дейвис включва и забрана да се прави секс, от което страда фенката на отбора Ани, която е увлечена и от двамата, въпреки че самата тя има много фенове.

## В ролите
| Актьор          | Роля                    |
| --------------- | ----------------------- |
| Кевин Костнър   | Лорънс (Краш) Дейвис    |
| Сюзън Сарандън  | Ани Савой               |
| Тим Робинс      | Еби Калвин (Нъки) Лалуш |
| Трей Уилсън     | Джо (Скип) Ригинс       |
| Робърт Ул       | Лари Хокет              |
| Уилям О'Лиъри   | Джими                   |
| Дейвид Нейдорф  | Боби                    |
| Джени Робъртсън | Мили                    |
| Дани Ганс       | Деке                    |
| Макс Паткин     | Себе си                 |

## Награди и Номинации
„Бул Дърам“ е сред заглавия на 61-вата церемония по връчване на наградите „Оскар“, където е номиниран за най-оригинален сценарий.
Филмът е поставен от Американския филмов институт в някои категории както следва:
- АФИ 100 години... 100 комедии – #97
- АФИ 10-те топ 10 – #5 Спорт